# Goldsteinvilla
Die Goldsteinvilla ist eine großbürgerliche Villa im Berliner Ortsteil Westend (Bezirk Charlottenburg-Wilmersdorf), Reichsstraße 17 Ecke Platanenallee 36. Sie wurde 1923 erbaut, steht seit den 1990er Jahren unter Denkmalschutz und dient als Namibische Botschaft in Berlin.

## Geschichte
Die Villa wurde nach Entwurf des jüdischen Berliner Architekten Curt Leschnitzer für den Charlottenburger Textilkaufmann Eugen Goldstein erbaut. Bis 1938 war sie im Besitz der jüdischen Kaufmannsfamilie Goldstein, 1938 musste sie die Villa zwangsweise an die Deutsche Eisenhandels-AG übertragen.
Nach dem Zweiten Weltkrieg stand das Gebäude einige Jahre anderen Nutzern zur Verfügung. Ende der 1950er Jahre gelangte die Villa in den Besitz des Sportclubs Hertha BSC, der sie 1998 wieder verkaufte. 2007 erwarb das namibische Außenministerium die Villa. Das Bauwerk wurde als Sitz der Botschaft umgebaut und im Jahr 2008 offiziell eröffnet.